# Monument a Cuauhtémoc
El Monument a Cuauhtémoc està dedicat al huey tlatoani (asteca) Cuauhtémoc, ubicat a la cruïlla de l'Avinguda dels Insurgentes i passeig de la Reforma de la Ciutat de Mèxic. És obra de Francisco M. Jiménez amb escultures de Miguel Noreña. Va ser inaugurat el 1887, mostra del neoindigenisme o l'indigenisme acadèmic altament promogut pel govern de Porfirio Díaz.

## Estil
La seva construcció és part de la difusió d'un discurs nacionalista a través d'un programa escultòric en cadascuna de les glorietes construïdes al Passeig de la Reforma. La seva construcció va ocórrer posterior a la del monument a Cristòfor Colom situat en el mateix passeig, en la recerca de contrastar el caràcter mestís de Mèxic, i de col·locar en la mateixa escala d'heroi nacional a Cuauhtémoc que als protagonistes de la Independència de Mèxic, que serien immortalitzats anys més tard.
Aquest monument és part d'una recerca d'estil artístic purament mexicanista que no va prosperar, semblant també al Pavelló de Mèxic a París fet el 1889 per Antonio M. Anza.